# Aprasia haroldi
Aprasia haroldi är en ödleart som beskrevs av Storr 1978. Aprasia haroldi ingår i släktet Aprasia och familjen fenfotingar. Inga underarter finns listade i Catalogue of Life.
Arten förekommer på öar och på fastlandet kring viken Shark Bay i västra Australien. Honor lägger ägg. Exemplaren lever i sanddyner med glest fördelad växtlighet av släktena Acacia, Grevillea och Melaleuca samt gräs.
Introducerade främmande växter kan påverka beståndet. Hela populationen anses vara stor. IUCN listar arten som livskraftig (LC).